# Prepseudatrichia langebaanensis
Prepseudatrichia langebaanensis är en tvåvingeart som först beskrevs av Kelsey 1976.  Prepseudatrichia langebaanensis ingår i släktet Prepseudatrichia och familjen fönsterflugor. Inga underarter finns listade i Catalogue of Life.